# 三宮町 (神戸市)
三宮町（さんのみやちょう）は兵庫県神戸市中央区の町名。現行行政地名は三宮町一丁目から三宮町三丁目。郵便番号650-0021。

## 地理
旧・生田区東部、フラワーロードの西、JR神戸線（東海道本線）の南、JR三ノ宮駅の南西、鯉川筋の東、旧居留地の北に位置する。商業ビル・大規模店舗ビルの建ち並ぶ商業地域。神戸の中心市街地である三宮の一部である。二丁目に生田神社の裔神八社の一つ三宮神社がある。
東はフラワーロード上に加納町、南は東から順に江戸町、京町、浪花町、播磨町、明石町、西町、西は元町通、北は北長狭通。

## 歴史
『八部郡地誌』によれば1878年（明治11年）に正式な町名となったという。明治中期から区制施行まで神戸三宮町として「神戸」を冠称。元は神戸村の一部。はじめ神戸町、1879年（明治12年）より神戸区、1889年（明治22年）より神戸市、1931年（昭和6年）より同市神戸区、1945年（昭和20年）より生田区、1980年（昭和55年）より中央区に所属。

### 地名の由来
町名は三宮神社に因む。

### 沿革
- 1873年（明治6年）、神戸の山手に南北五条の道路が完成し、東から3番目の道路を三ノ宮筋と名づける。
- 1874年（明治7年）、国鉄（現JR）三ノ宮駅が開業（現在の元町駅に近い場所）。
- 1876年（明治9年）、アメリカ商人ウォルシュ兄弟らによって製紙工場（神戸製紙所、後の三菱製紙）が建設され、1879年（明治12年）開業。
- 1878年（明治11年）、正式な町名となる。
- 1893年（明治26年）、神戸警察署（1918年〔大正7年〕から三宮警察署、1945年〔昭和20年〕から生田警察署）が完成。
- 1894年（明治27年）、一～三丁目に分かれる。
- 1901年（明治34年）、製紙工場、加古郡高砂町（現・高砂市）へ移転。
- 1905年（明治38年）、阪神電気鉄道が開通。
- 1910年（明治43年）、神戸電気鉄道（後の神戸市電）春日野道～兵庫駅前間が開通。
- 1912年（大正元年）、神戸電気鉄道布引線開通。
- 1931年（昭和6年）、国鉄三ノ宮駅が現在地に移転。
- 1933年（昭和8年）、阪神電気鉄道三宮終点ビルに十合呉服店（現・そごう）神戸支店が移転。市電臨港線開通。
- 1934年（昭和9年）、国鉄元町駅が開業。
- 1935年（昭和10年）、市電東部国道線開通。
- 1936年（昭和11年）
  - 阪神元町駅が開業。
  - 阪神急行電鉄（現阪急電鉄）が三宮へ高架で乗り入れる。
- 1946年（昭和21年）、三宮センター街ができる。
- 1965年（昭和40年）、三宮地下街・さんちかタウン（現・さんちか）開業。
- 1966年（昭和41年）、市街地再開発に着手。
- 1977年（昭和52年）、生田警察署、中山手通二丁目へ移転。
- 1980年（昭和55年）、加納町一～六丁目の一部を編入。
- 1985年（昭和60年）、神戸市営地下鉄西神・山手線の大倉山駅 - 新神戸駅間が開通。
- 2001年（平成13年）、神戸市営地下鉄海岸線が開通。

## 経済
商業
- 足立守太郎（羽織絣半襟商）[1]

## 交通

### 鉄道
- 神戸市営地下鉄海岸線
  - (磯上通) - 旧居留地・大丸前駅 - (栄町通)

### バス
| 系統番号 | 起点     | 町内の停留所                                                     | 終点   |
| -------- | -------- | ---------------------------------------------------------------- | ------ |
| 2        | JR六甲道 | (加納町) - 市役所前 - 元町1丁目 - 三宮神社 - 市役所前 - (加納町) | (環状) |
| 92       | 石屋川   | (加納町) - 市役所前 - 元町1丁目 - 三宮神社 - 市役所前 - (加納町) | (環状) |

## 人口統計
- 平成17年国勢調査（2005年10月1日現在）での世帯数44、人口84、うち男性38人、女性46人[2]。
- 昭和63年（1988年）の世帯数144・人口332[3]。
- 昭和35年（1960年）の世帯数674・人口3,111[3]。
- 大正9年（1920年）の世帯数880・人口4,607[3]。
- 明治25年（1892年）の戸数792・人口3,866[3]。